# Lissoporcellana flagellicola
Lissoporcellana flagellicola is een tienpotigensoort uit de familie van de Porcellanidae. De wetenschappelijke naam van de soort is voor het eerst geldig gepubliceerd in 2005 door Osawa & Fujita.